# Michał Bartusik
Michał Bartusik (ur. 3 czerwca 1993) – polski judoka.
Zawodnik UKJ Millenium Rzeszów (od 2006). Brązowy medalista zawodów Pucharu Świata seniorów w Tallinnie 2015. Srebrny (Sindelfingen 2015) i brązowy (Bratysława 2015) medalista zawodów Pucharu Europy seniorów. Czterokrotny mistrz Polski seniorów (2013, 2015, 2016, 2017). Dwukrotny młodzieżowy mistrz Polski (2014, 2015).